# Rørsø
Rørsø (dansk) eller Reethsee (tysk) er en indsø i det centrale Sydslesvig i den nordtyske delstat Slesvig-Holsten. Søen er beliggende nord for landsbyen Lyrskov og umiddelbart sydvest for Isted Skov, historisk beliggende i Slesvig landsogn. Nord for søen ligger den lille Buksø (også Bøgsø), imellem de to søer strækker sig den østlige Hærvej mod nord. Søen har afløb i Arnskov Sø.
Rørsø er første gang nævnt 1670. På dansk findes også formen Retsø. Forleddet er plantebetegnelsen (tag)rør (glda. rōr eller nty. rēt, reit). Navnet kan være af nedertysk oprindelse og har måske fortrængt et ældre, nu glemt dansk sønavn. 